# 莫泽图阿尔赛
莫泽图阿尔赛（法語：Mauzé-Thouarsais，法語發音：[moze twaʁsɛ]）是法国德塞夫勒省的一个旧市镇，属于布雷叙尔区。2019年，莫泽图阿尔赛与临近的2个市镇并入市镇图阿尔。

## 地理
莫泽图阿尔赛（46°58'38"N, 0°16'37"W）面积49.53 平方千米，位于法国新阿基坦大区德塞夫勒省，该省份为法国西部内陆省份，北起曼恩-卢瓦尔省，西接旺代省，南至夏朗德省和滨海夏朗德省，东临维埃纳省。
与莫泽图阿尔赛接壤的市镇（或旧市镇、城区）包括：布耶圣保罗、阿让通莱格利斯、库隆日图阿尔赛、吕谢图阿尔赛、吕宰、马赛、穆捷苏萨让通、圣雅克德图阿尔、圣让德图阿尔、圣拉德贡德。
莫泽图阿尔赛的时区为UTC+01:00、UTC+02:00（夏令时）。

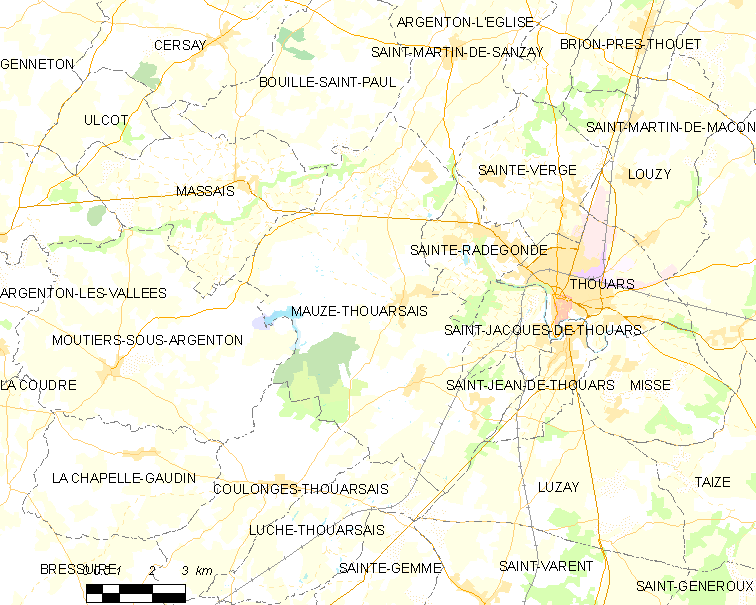
莫泽图阿尔赛的OSM定位图

## 行政
莫泽图阿尔赛的邮政编码为79100，INSEE市镇编码为79171。

## 政治
莫泽图阿尔赛所属的省级选区为图阿尔县。

## 人口

1962-2008年间莫泽图阿尔赛人口变化图示

莫泽图阿尔赛于2018年1月1日时的人口数量为2120人。